# Точка роси
То́чка роси́ (англ. dew point) або температу́ра то́чки роси́ — температура, за якої повітря досягає стану насиченості водяною парою при незмінному тиску і даному стані вологоутримання.

## Загальний опис
Точка роси — одна з основних характеристик вологості повітря. При відносній вологості повітря, меншій за 100 %, точка роси завжди нижча від фактичної температури. Чим нижчою є відносна вологість, тим точка роси більше різниться від фактичної температури. Коли відносна вологість становить 100 % (тобто при насиченні), точка роси збігається з фактичною температурою повітря. Досягнення точки роси — необхідна умова утворення роси.
Для вимірювання точки роси можна використати психрометричний гігрометр, покази вологого термометра якого будуть відповідати температурі точки роси.

## Фізична природа
Тиск насиченої пари зростає при підвищенні температури і зменшується при її пониженні. Зазвичай водяна пара в повітрі має тиск, менший за тиск насиченої пари. Але при зниженні температури цей тиск може стати вищим за тиск насиченої пари. У такому випадку надлишок води в повітрі починає конденсуватися, утворюючи крапельки. Якщо надлишок невеликий, то крапельки конденсуються на найхолодніших поверхнях — випадає роса. Якщо надлишок значний, то крапельки конденсуються, утворюючи туман.
Точка роси, тобто температура, при якій водяна пара в повітрі починає конденсуватися, є характеристикою вологості повітря.

## Таблиця температур
Значення точки роси (°С) в різних умовах наведені в таблиці:
| Відносна вологість % | Температура, сухого термометра, °С | Температура, сухого термометра, °С | Температура, сухого термометра, °С | Температура, сухого термометра, °С | Температура, сухого термометра, °С | Температура, сухого термометра, °С | Температура, сухого термометра, °С | Температура, сухого термометра, °С | Температура, сухого термометра, °С | Температура, сухого термометра, °С | Температура, сухого термометра, °С |
| Відносна вологість % | 0                                  | 2,5                                | 5                                  | 7,5                                | 10                                 | 12,5                               | 15                                 | 17,5                               | 20                                 | 22,5                               | 25                                 |
| -------------------- | ---------------------------------- | ---------------------------------- | ---------------------------------- | ---------------------------------- | ---------------------------------- | ---------------------------------- | ---------------------------------- | ---------------------------------- | ---------------------------------- | ---------------------------------- | ---------------------------------- |
| 20                   | −20                                | −18                                | −16                                | −14                                | −12                                | −9,8                               | −7,7                               | −5,6                               | −3,6                               | −1,5                               | −0,5                               |
| 25                   | −18                                | −15                                | −13                                | −11                                | −9,1                               | −6,9                               | −4,8                               | −2,7                               | −0,6                               | 1,5                                | 3,6                                |
| 30                   | −15                                | −13                                | −11                                | −8,9                               | −6,7                               | −4,5                               | −2,4                               | −0,2                               | 1,9                                | 4,1                                | 6,2                                |
| 35                   | −14                                | −11                                | −9,1                               | −6,9                               | −4,7                               | −2,5                               | −0,3                               | 1,9                                | 4,1                                | 6,3                                | 8,5                                |
| 40                   | −12                                | −9,7                               | −7,4                               | −5,2                               | −2,9                               | −0,7                               | 1,5                                | 3,8                                | 6,0                                | 8,2                                | 10,5                               |
| 45                   | −10                                | −8,2                               | −5,9                               | −3,6                               | −1,3                               | 0,9                                | 3,2                                | 5,5                                | 7,7                                | 10,0                               | 12,3                               |
| 50                   | −9,1                               | −6,8                               | −4,5                               | −2,2                               | 0,1                                | 2,4                                | 4,7                                | 7,0                                | 9,3                                | 11,6                               | 13,9                               |
| 55                   | −7,8                               | −5,6                               | −3,3                               | −0,9                               | 1,4                                | 3,7                                | 6,1                                | 8,4                                | 10,7                               | 13,0                               | 15,3                               |
| 60                   | −6,8                               | −4,4                               | −2,1                               | 0,3                                | 2,6                                | 5,0                                | 7,3                                | 9,7                                | 12,0                               | 14,4                               | 16,7                               |
| 65                   | −5,8                               | −3,4                               | −1,0                               | 1,4                                | 3,7                                | 6,1                                | 8,5                                | 10,9                               | 13,2                               | 15,6                               | 18,0                               |
| 70                   | −4,8                               | −2,4                               | 0,0                                | 2,4                                | 4,8                                | 7,2                                | 9,6                                | 12,0                               | 14,4                               | 16,8                               | 19,1                               |
| 75                   | −3,9                               | −1,5                               | 1,0                                | 3,4                                | 5,8                                | 8,2                                | 10,6                               | 13,0                               | 15,4                               | 17,8                               | 20,3                               |
| 80                   | −3,0                               | −0,6                               | 1,9                                | 4,3                                | 6,7                                | 9,2                                | 11,6                               | 14,0                               | 16,4                               | 18,9                               | 21,3                               |
| 85                   | −2,2                               | 0,2                                | 2,7                                | 5,1                                | 7,6                                | 10,1                               | 12,5                               | 15,0                               | 17,4                               | 19,9                               | 22,3                               |
| 90                   | −1,4                               | 1,0                                | 3,5                                | 6,0                                | 8,4                                | 10,9                               | 13,4                               | 15,8                               | 18,3                               | 20,8                               | 23,2                               |
| 95                   | −0,7                               | 1,8                                | 4,3                                | 6,8                                | 9,2                                | 11,7                               | 14,2                               | 16,7                               | 19,2                               | 21,7                               | 24,1                               |
| 100                  | 0,0                                | 2,5                                | 5,0                                | 7,5                                | 10,0                               | 12,5                               | 15,0                               | 17,5                               | 20,0                               | 22,5                               | 25,0                               |

## Людський комфорт
Ті, хто звик до континентального клімату, часто починають відчувати себе дискомфортно, коли точка роси сягає 15-20°С. Більшість мешканців цих територій сприйматиме точку роси вище 21 °C гнітючою.
| Точка роси, °C | Сприйняття людиною                                                         | Відносна вологість повітря при 32 °C, % |
| -------------- | -------------------------------------------------------------------------- | --------------------------------------- |
| Більше 26      | Сильно високе сприйняття. Навіть смертельно небезпечно для хворих на астму | 65 і вище                               |
| 24—26          | Надзвичайно незручно, досить гнітючо                                       | 62                                      |
| 21—24          | Дуже волого, досить незручно                                               | 52—60                                   |
| 18—21          | У деякій мірі незручно для більшості людей у верхній межі                  | 44—52                                   |
| 16—18          | Нормально для більшості, але вологість відчувається у верхній межі         | 37—46                                   |
| 13—16          | Зручно                                                                     | 38—41                                   |
| 10—12          | Дуже зручно                                                                | 31—37                                   |
| Менше 10       | Трохи сухо для деяких людей                                                | 30                                      |